# Folkebog
En folkebog er en bog med romantisk eller skæmtende indhold, der havde udbredelse i de ellers ikke læsende dele af befolkningen. De udkom mangfoldige gange i billige småhæfter. De fleste af dem blev slidt op, og for mange folkebøgers vedkommende kan det første udgivelsesår vanskeligt oplyses. Og "trykt i dette år" er ikke til megen hjælp.
Folkebøger er kun i de færreste tilfælde skrevet for menigmand. Det er en ældre tids litteraturværker, der fra de dannede synker ned til de ringere stillede; særlig har middelalderens eventyrlige heltedigtning og østerlandske romaner udgjort hovedmassen af folkebøger ned til slutningen af 1800-tallet.

## Folkebøger i Danmark

### De tidligste folkebøger
I Danmark begyndte det med, at en stor del af middelalderens sparsomme forråd af dansk underholdende læsning udgaves af Gotfred af Ghemen: Kejser Karl Magnus' Krønike (1501), Flores og Blanzeflor (1509), Lucidarius (1510), Jesu Barndoms Historie (1508), der alle (og især den første) opnåede folkets yndest. De fulgtes af novellen om Griseldis (1528) og af Dværgekongen Laurin (1689).
Marie Grubbe må – ifølge forfatteren J. P. Jacobsen – have læst om Griseldis.
Men en endnu større rolle kom oversættelsen af de ældre fremmede litteraturværker til at spille i den følgende del af det 16. århundrede. Christiern Pedersen gik i spidsen med Olger Danskes Krønike (1534), oversat efter en fransk roman og opfattet som et danmarkshistorisk skrift. Den øvrige romantiske litteratur fra Frankrig og Italien nåede Danmark med tysk som mellemled: Kejser Octavianus (1597), Vigolejs med Guldhjulet (17. århundrede) og Tristan og Isolde (1592), samt de mere eventyragtige: Persenober (1560) og Melusina (1613).
Af andre folkebøger der udkom på dansk, kan nævnes Hertug Frederik af Normandi, Ivan Løveridder og Den Kyske Dronning.

### Det 17. århundrede
Bøgerne med kvindelig hovedperson og af mere erotisk art tilhører især det 17. århundrede: Den skønne Magellone (1690), Den taalmodige Helena (1677), Euriolus og Lucretia (1668). Fra latin oversatte og behandlede et par boglærde mænd de klassiske emner i middelalderlig behandling: Alexander Magnus (1623) og Den trojanske Krig (1630); de mere for almuen skrivende lærde gengav belærende digterværker som Syv vise Mestere (1602). Alle disse bøger var ikke ment som almuelæsning; de læstes lige fra adelen og nedefter. Danmark indhentede ved bogtrykningens hjælp middelalderlitteraturen: det fantastisk-broget-barbariske. Og i nøje tilslutning dertil en tilegnelse af samtidens tyske åndsliv: Dr. Faust (1588) og Uglspil (før 1571).
I optagelsen af middelalderlig litteratur kan skelnes et par udviklingstrin: først en forkærlighed for ridderdåden i kejser Kaii’s og Olger Danske’s krøniker; senere interessen for
feeventyr (Persenober), fortryllelse (Melusina) og ned i det 17. århundrede for motiver fra lykke- eller skæmteeventyret (Fortunatus med Ønskehatten (1664), Finkeridderen)

### Det 18. århundrede
Omkring 1650 begynder barokpoeterne en kamp mod disse bøger som smagløse. Søren Terkelsen går i spidsen, Thøger Reenberg og Ludvig Holberg følger efter; folkebøgerne synker lag for lag ned til bondestanden og tyendeklassen, men alt det krudt, der bruges op på fjenden, viser, hvor sej modstanden var; og nogle af digtningens, om ikke de smukkeste, så de mest karakteristiske livsytringer tilhører denne tid. Mens Holberg spottede folkebøgerne, trives for første gang en original, dansk folkebogsdigtning: Ærens Tornevej eller Skytten Bryde (1710), Lykkens Tumleklode, Lykkens flyvende Fane. Alle de originale og flere af de oversatte folkebøger søgte nu emner i folkeeventyr, som fremstilles i en grovkornet hofstil; selv det nydelige Trillevip-Eventyr gjorde lykke som "En smuk Historie om Rosanie, født af kgl. Byrd" osv. "af Italiensk paa Dansk oversat" i en Else-Skolemester-stil (1708). Med disse værker, der ikke tilfører almuen nogen ny idéverden, standser folkebogsforfattelsen; men optryk af de gamle folkebøger vedbliver indtil ind i det 19. århundrede. Navnlig havde de romantiske fortællinger en stærk livskraft, mens samlinger af moraliserende og skæmtende historier oftere omarbejdedes eller afløstes af andre af det 18. århundredes romanlitteratur, der holdt sit indtog med Robinson Crusoe-bøgerne, nåede ikke at fordrive dem; og først 19. århundredes almanakker fik taget magten fra dem.

### Det 19. århundrede
Med romantikken i Tyskland vågnede en interesse for folkebøgerne, der både gav æstetisk udslag (Ludwig Tiecks digtning) og videnskabeligt resultat (Johann Joseph Görres, Deutsche Volksbücher 1805); og især den sidste retning blev efterlignet i Danmark .

## Folkebøger i Norge og Sverige
I Norge vandt hele kredsen af danske folkebøger indgang; navnlig blev Holger Danske den norske bondealmues yndling, og hans billede fremstilledes fra det 18. århundredes begyndelse på en mængde husflidsgenstande.
Også Sverige nærede sig længe ved oversættelser af danske folkebøger og optog først i det 18. århundrede på egen hånd fremmede eventyrsamlinger og noveller. Bäckströms udgave
(»Svenska Folkböcker« I—II [1845—48] med litteraturoverblik) får derved interesse også i Danmark. Forholdet mellem folkebøger og eventyr er behandlet af Ahlström, Om Folksagorna« 